# Павел Койчев
Павел Станев Койчев е български скулптор и художник.

## Биография
Павел Койчев е роден на 30 май 1939 г. в София. През 1966 г. завършва специалност „Скулптура“ във Висшия институт за изобразително изкуство „Николай Павлович“ в София. През 1982 г. организира първата си самостоятелна изложба. От 1984 г. се включва във всички по-важни национални изложби, организирани в страната и чужбина. През 1999 г. участва в изложението „Световни художници на хилядолетието“ в централата на ООН в Ню Йорк. През 2002 г. е един от тримата художници, представили България на Международното биенале във Венеция. Павел Койчев има множество самостоятелни изложби и проекти в България и по света. Негови произведения са притежание на Националната галерия (София), на Софийската градска галерия, на галерии в страната и частни колекции в Австрия, Дания, САЩ, Белгия и др.
Павел Койчев е автор на проектите „Торният бръмбар“ край НДК в София (1995 г.), „Стадото“ (2000 г.), „Обиталище“ на пл. „Княз Ал. Батенберг“ в София и пред църквата Notre Dame de la Chapelle в Брюксел, „Къщите, лятото, морето“ (2005 г.), „Скулптури от оникс“ (2006 г.), „Високомерна разходка“ (2006 г.), „Преносителят“ (2007 г.), „Градежът“ – край село Осиковица (2008 г.), „Водна паша“ (2009 г.), „Под масата“ (2009 г.), „Забити в морето“ и „Морски загар“ – за Празниците на изкуствата Аполония (2017 г.).

### Градежът
„Градежът“ представлява артистична еко-къща, построена от естествени материали. Павел Койчев я нарича „пластика, която може да се обитава“. Проектът под масата е от дърво и стиропор. Както казва авторът:
| „ | „В проекта има аналогия с всички нас, които сме под масата, всички, които искаме да се скрием в свой собствен свят и да го създадем – както правят децата“. | “ |

 Застроена площ: 110 m².

### Фар-скулптура в Царево
Автор е на бронзовата статуя на древна тракийка, носеща светлината, поставена на вълнолома на пристанището на Царево в края на юни 2014 г. Силуетът на статуята препраща към каменните кариатиди, които носят гредата в гробницата в Свещари. Фигурата е висока 5 и половина метра и тежи около 3 тона. Сливенска митрополия се противопоставя на проекта, тъй като интерпретира фигурата като тракийска богиня, и предлага на нейно място да има кръст. Сред защитниците на проекта са кметът на Царево инж. Георги Лаптев, художници и дори проф. д-р Енгин Бексач от Тракийския университет.

### Водна паша
В края на 2020 г. Столичният общински съвет взема решение за трайното експониране на открито в София на композицията „Водна паша“. Творбата е разположена в Южния парк, във водното огледало при западния вход откъм бул. „Петко Ю. Тодоров“. Фигурите са изработени от бронз, а главната е висока близо 4 метра. Композицията е открита официално в края на септември 2022 г.

## Отличия
Павел Койчев получава много отличия за работата си. Той е носител на награди за скулптура на името на Иван Лазаров през 1984 г. и на името на Марко Марков през 1987 г.
На два пъти, в 1995 и 1997 г. Койчев получава от Министерството на Културата награда за "принос в развитието на българското изкуcтво.
Почетен знак "Златен век с огърлие" на Министерството на Културата през 2014 г.
Фондация Аполония, която организира едноимения фестивал, присъжда наградата си "Аполон Токсофорос" за 2017 г. на Павел Койчев.
За изложбата си „Градината на тревата“, представена в галерия „Райко Алексиев“, Павел Койчев получава през 2019 г. Наградата на Столична община за ярки постижения в областта на културата в раздел „Визуално-пластични изкуства“.

## За него
- Георги Лозанов, Пластики и прочити. 2010, 72 с.